# Aloha (film)
Aloha is een Amerikaanse romantische komedie uit 2015 onder regie van Cameron Crowe.

## Verhaal
Brian Gilcrest werkt voor de defensie en wordt naar Hawaï gestuurd om te werken aan de bouw van een satelliet. Aldaar ontmoet hij Allison Ng, een jonge piloot voor de Air Force op wie hij verliefd wordt.

## Rolverdeling
- Bradley Cooper als Brian Gilcrest
- Emma Stone als Allison Ng
- Rachel McAdams als Tracy
- John Krasinski als Woody
- Danny McBride als Kolonel Lacy
- Edi Gathegi als Cam Curtis
- Bill Murray als Carson Welch
- Alec Baldwin als General Dixon
- Danielle Rose Russell als Grace

## Productie
De film kent een langdurige productiegeschiedenis. De voormalige werktitels zijn Deep Tiki en Volcano Romance. In juni 2008 kwam het nieuws dat na biedingen van verschillende studio's, Columbia Pictures een deal had gesloten met Cameron Crowe om zijn - toen nog titelloze - project te filmen. Ben Stiller en Reese Witherspoon werden gecast in de hoofdrollen; de draaiperiode stond toen gepland in januari 2009.  Later dat jaar vertelde Witherspoon in een persinterview dat de productie werd vertraagd voor een ongenoemde periode.
In 2012 zag de productie opnieuw het licht, nu zonder de medewerking van Stiller en Witherspoon. In juli 2012 werd bekendgemaakt dat Emma Stone de vrouwelijke hoofdrol zou spelen; op dat moment werd nog gezocht naar haar tegenspeler. In oktober 2012 kwam het nieuws dat Bradley Cooper mogelijk had getekend. In april 2013 werd bekendgemaakt dat Rachel McAdams zijn ex zou vertolken.
De film werd opgenomen in het najaar van 2013.